# Lentiol
Lentiol település Franciaországban, Isère megyében. Lakosainak száma 247 fő (2022. január 1.). Lentiol Thodure, Le Grand-Serre, Hauterives, Lens-Lestang, Beaufort és Marcollin községekkel határos.

## Népesség
A település népességének változása:
| Lakosok száma | 114  | 151  | 131  | 198  | 219  | 217  | 222  | 235  | 239  | 247  |
|               | 1968 | 1982 | 1990 | 2006 | 2013 | 2015 | 2017 | 2019 | 2020 | 2022 |